# Крест и корона

Крест и корона

Крест и корона — традиционный христианский символ, применяемый в оформлении фасадов церквей и в геральдике. Корона символизирует небесную награду после преодоления земного искушения, представленного крестом.
Символ «крест и корона» присутствовал также на изданиях Общества Исследователей Библии с 1891 по 1931 годы, например на обложке журнала «Сторожевая башня». С пересмотром учений и принятием в 1931 году нового названия «Свидетели Иеговы» Общество Сторожевой башни отказалось от использования этого, по их утверждению, «языческого символа» в связи с их учением о том, что Иисус Христос не был казнён на кресте, а на столбе. Свободные Исследователи Библии используют этот символ и сегодня на обложке своего журнала «Новое творение».